# Saint-Puy
Saint-Puy település Franciaországban, Gers megyében. Lakosainak száma 587 fő (2022. január 1.). Saint-Puy Ayguetinte, Larroque-Saint-Sernin, Maignaut-Tauzia, Mas-d’Auvignon, Saint-Orens-Pouy-Petit, La Sauvetat és Valence-sur-Baïse községekkel határos.

## Népesség
A település népessége az elmúlt években az alábbi módon változott:
| Lakosok száma | 748  | 601  | 595  | 570  | 588  | 592  | 600  | 589  | 588  | 587  |
|               | 1968 | 1982 | 1990 | 2006 | 2013 | 2015 | 2017 | 2019 | 2020 | 2022 |